# Ратково (Мартин)
Ратково (слч. Ratkovo) насељено је мјесто са административним статусом сеоске општине (слч. obec) у округу Мартин, у Жилинском крају, Словачка Република.

## Становништво
| Година:    | 1994. | 2004.   | 2014.   | 2024.    |
| ---------- | ----- | ------- | ------- | -------- |
| Број људи: | 175   | 187     | 181     | 213      |
| Разлика:   |       | +6,85 % | -3,20 % | +17,67 % |

| Година:    | 2023. | 2024.   |
| ---------- | ----- | ------- |
| Број људи: | 212   | 213     |
| Разлика:   |       | +0,47 % |

Према подацима о броју становника из 2011. године насеље је имало 174 становника.